# Coupe du monde de course en ligne de canoë-kayak 2013
Navigation
Coupe du monde de course en ligne 2012 Coupe du monde de course en ligne 2014
La Coupe du monde de course en ligne en canoë-kayak, organisée par la Fédération internationale de canoë, se déroule du 10 mai au 2 juin 2013.

## Calendrier
| Date             | Ville  | Pays     |
| ---------------- | ------ | -------- |
| 10 au 12 mai     | Szeged | Hongrie  |
| 17 au 19 mai     | Racice | Tchéquie |
| 31 mai au 2 juin | Poznań | Pologne  |

## Résultats

### K1 - 200 m
| Étapes | Hommes               | Hommes   |                 | Femmes   | Femmes |
| Étapes | Vainqueur            | Temps    | Vainqueur       | Temps    |        |
| Szeged | Cesar De Cesare      | 35 s 039 | Lisa Carrington | 40 s 475 |        |
| Racice | Marko Dragosavljevic | 36 s 430 | Lisa Carrington | 41 s 420 |        |
| Poznań | Mark de Jonge        | 36 s 643 | Lisa Carrington | 42 s 685 |        |

### K2 - 200 m
| Étapes | Hommes                               | Hommes   |
| Étapes | Vainqueurs                           | Temps    |
| Szeged | Alexander Dyachenko / Yury Postrygay | 31 s 907 |
| Racice | Alexander Dyachenko / Yury Postrygay | 32 s 647 |
| Poznań | Alexander Dyachenko / Yury Postrygay | 32 s 786 |

### C1 - 200 m
| Étapes | Hommes           | Hommes   |
| Étapes | Vainqueur        | Temps    |
| Szeged | Ivan Shtyl       | 39 s 872 |
| Racice | Ivan Shtyl       | 40 s 663 |
| Poznań | Jevgenij Shuklin | 42 s 378 |

### K1 - 500 m
| Étapes | Femmes                | Femmes         |
| Étapes | Vainqueur             | Temps          |
| Szeged | Dalma Ruzicic-Benedek | 1 min 58 s 215 |
| Racice | Lisa Carrington       | 1 min 48 s 456 |
| Poznań | Lisa Carrington       | 1 min 50 s 988 |

### K2 - 500 m
| Étapes | Femmes                                  | Femmes         |
| Étapes | Vainqueur                               | Temps          |
| Szeged | Ninetta Vad / Anna Kárász               | 1 min 46 s 563 |
| Racice | Franziska Weber / Tina Dietze           | 1 min 39 s 321 |
| Poznań | Beata Mikołajczyk / Edyta Dzieniszewska | 1 min 43 s 197 |

### K4 - 500 m
| Étapes | Femmes                                                                        | Femmes         |
| Étapes | Vainqueurs                                                                    | Temps          |
| Szeged | Magdalena Krukowska / Karolina Naja / Beata Mikolajczyk / Edyta Dzieniszewska | 1 min 32 s 602 |
| Racice | Aleksandra Grishina / Nadzeya Papok / Volha Khudzenka / Marharyta Tsishkevich | 1 min 38 s 497 |
| Poznań | Franziska Weber / Verena Hantl / Katrin Wagner-Augustin / Tina Dietze         | 1 min 38 s 898 |

### K1 - 1000 m
| Étapes | Hommes              | Hommes         |
| Étapes | Vainqueur           | Temps          |
| Szeged | Max Hoff            | 3 min 35 s 210 |
| Racice | René Holten Poulsen | 3 min 26 s 187 |
| Poznań | Max Hoff            | 3 min 32 s 068 |

### K2 - 1000 m
| Étapes | Hommes                             | Hommes         |
| Étapes | Vainqueurs                         | Temps          |
| Szeged | Roland Kökény / Rudolf Dombi       | 3 min 20 s 354 |
| Racice | Max Rendschmidt / Marcus Gross     | 3 min 09 s 612 |
| Poznań | Paweł Szandrach / Mariusz Kujawski | 3 min 19 s 736 |

### K4 - 1000 m
| Étapes | Hommes                                                              | Hommes         |
| Étapes | Vainqueurs                                                          | Temps          |
| Szeged | Milenko Zoric / Ervin Holpert / Aleksandar Aleksic / Dejan Terzic   | 2 min 58 s 670 |
| Racice | Daniel Havel / Lukáš Trefil / Josef Dostál / Jan Štěrba             | 2 min 49 s 247 |
| Poznań | Vincent Lecrubier / Cyrille Carre / Etienne Hubert / Morgan Joncour | 3 min 04 s 984 |

### C1 - 1000 m
| Étapes | Hommes            | Hommes         |
| Étapes | Vainqueur         | Temps          |
| Szeged | Sebastian Brendel | 4 min 01 s 318 |
| Racice | Sebastian Brendel | 3 min 47 s 084 |
| Poznań | Sebastian Brendel | 3 min 58 s 597 |

### C2 - 1000 m
| Étapes | Hommes                                       | Hommes         |
| Étapes | Vainqueurs                                   | Temps          |
| Szeged | Róbert Mike / Henrik Vasbányai               | 3 min 46 s 087 |
| Racice | Jaroslav Radoň / Filip Dvořák                | 3 min 32 s 153 |
| Poznań | Benjamin Russel / Gabriel Beauchesne-Sevigny | 3 min 41 s 529 |

## Classement final

### Kayak
| Rang | Nom                 | Points |
| ---- | ------------------- | ------ |
| 1    | Max Hoff            | 36     |
| 2    | René Holten Poulsen | 30     |
| 3    | Ken Wallace         | 25     |
| 4    | Cesar De Cesare     | 24     |
| 4    | Aleh Yurenia        | 23     |

| Rang | Nom                     | Points |
| ---- | ----------------------- | ------ |
| 1    | Lisa Carrington         | 67     |
| 2    | Katrin Wagner-Augustin  | 31     |
| 3    | Spela Ponomarenko-Janic | 29     |
| 4    | Tina Dietze             | 19     |
| 4    | Henriette Engel Hansen  | 19     |

### Canoë
| Rang | Nom               | Points |
| ---- | ----------------- | ------ |
| 1    | Sebastian Brendel | 38     |
| 2    | Jevgenij Shuklin  | 32     |
| 3    | Ivan Shtyl        | 28     |
| 4    | Attila Vajda      | 18     |
| 5    | Mathieu Goubel    | 17     |

### Par équipes
| Rang | Nom       | Points |
| ---- | --------- | ------ |
| 1    | Allemagne | 146    |
| 2    | Russie    | 144    |
| 3    | Pologne   | 122    |
| 4    | Canada    | 94     |
| 5    | Hongrie   | 90     |